# Руськоігнашкино
Руськоігна́шкино (рос. Русскоигнашкино) — село у складі Грачовського району Оренбурзької області, Росія.
Стара назва — Руське Ігнашкино.

## Населення
Населення — 564 особи (2010; 684 у 2002).
Національний склад (станом на 2002 рік):
- росіяни — 78 %